# Tangled Up
Tangled Up – czwarty album (nie licząc albumu kompilacyjnego The Sound of Girls Aloud) brytyjskiego girlsbandu Girls Aloud. Został on wydany przez Fascination Records, a jego premiera odbyła się w Wielkiej Brytanii 19 listopada 2007. Tangled Up (jak i poprzednie albumy) został stworzony przy współpracy Briana Higginsa i Xenomania. Trasa koncertowa Tangled Up Tour zaczęła się 3 Maja 2008 w Irlandzkim mieście Belfast

## Informacje o albumie

### Tangled Up
Tytuł Tangled Up, zaczerpnięto z tekstu piosenki Close to Love. Pierwszy singel z tego albumu Sexy! No No No..., został wydany 3 września 2007. Stał się ich szesnastym hitem, będącym w Top 10 (zajął 6 lokatę). Kolejny singel Call the Shots, wydany tydzień po albumie (26 listopada 2007) również uplasował się w pierwszej dziesiąte zajmując lepszą lokatę niż poprzednik, a mianowicie miejsce 3. Kolejnym singlem, będzie Can’t Speak French..
Cheryl Cole, podczas kręcenia videoclipu do singla Call the Shots powiedziała, że Tangled Up jest, jak dotąd, ich najlepszym  albumem. W wywiadzie dla strony internetowej wytwórni dodała, iż album "jest utrzymany w dojrzalszych kierunkach, niż poprzednie".
Członkinie grupy napisały wspólnie oraz nagrały piosenkę zatytułowaną Hoxton Hero, która pokazuje zabawność i podobieństwo niezależnych zespołów rockowych do grupy, jednakże utwór był za bardzo kontrowersyjny, dlatego nie znalazł się na krążku. Girls Aloud napisały razem również dwie z dwunastu piosenek albumu, którymi są Sexy! No No No... oraz "Crocodile Tears".
| #   | Tytuł | Długość |
| --- | --- | ------- |
| 1.  | "Call the Shots" Writers: M. Cooper, B. Higgins, T. Powell, G. Sommerville, L. Cowling                          | 3:45    |
| 2.  | "Close to Love" Writers: M. Cooper, B. Higgins, T. Powell, N. Coler, J. Lei, L. Cowling                         | 3:53    |
| 3.  | "Sexy! No No No..." Writers: Xenomania, Nazareth, Girls Aloud                                                   | 3:18    |
| 4.  | "Girl Overboard" Writers: M. Cooper, B. Higgins, T. Powell, N. Coler, J. Lei                                    | 4:11    |
| 5.  | "Can’t Speak French" Writers: M. Cooper, B. Higgins, T. Powell, N. Coler, J. Lei, C.M. Williams                 | 4:04    |
| 6.  | "Black Jacks" Writers: M. Cooper, B. Higgins, T. Powell, N. Coler, L. Cowling                                   | 4:22    |
| 7.  | "Control of the Knife" Writers: M. Cooper, B. Higgins, J. Shave, G. Sommerville                                 | 3:51    |
| 8.  | "Fling" Writers: M. Cooper, B. Higgins, C.M. Williams, T. Powell, N. Coler, Moguai                              | 4:13    |
| 9.  | "What You Crying For" Writers: M. Cooper, B. Higgins, T. Larcombe, L. Cowling, M. Boyle                         | 3:44    |
| 10. | "I’m Falling" Writers: M. Cooper, B. Higgins, T. Powell, Y. Maru'e, N. Scarlett                                 | 4:01    |
| 11. | "Damn" Writers: M. Cooper, B. Higgins, T. Powell, N. Coler, L. Cowling                                          | 3:46    |
| 12. | "Crocodile Tears" Writers: M. Cooper, Girls Aloud, B. Higgins, T. Powell, N. Coler, G. Sommerville, T. Larcombe | 4:18    |

### Tangled Up: Fan Editition
Jest to edycja albumu dla fanów, zawierająca booklet z tekstami piosenek, autografy dziewczyn oraz inną okładkę. Zakup albumu jest możliwy tylko na oficjalnej stronie Girls Aloud.

### Mixed Up
Mixed Up jest dodatkowym albumem z remixami singli, możliwy do zamówienia na stronie Woolworths Group lub po zawyżonej cenie razem z "Tangled Up". Odpowiedzialni za album są Jewels & Stone, którzy posiadają do niego prawa autorskie. Na liście utworów na płycie podano, iż album jest złożony z 8 piosenek, naprawdę jest to jeden 38-minutowy remix.
| #  | Tytuł | Długość |
| -- | --- | ------- |
| 1. | "The Show" (Tony Lamezma Club Mix) Writers: M. Cooper, B. Higgins, L. Cowling, J. Shave, T. Powell, Xenomania                 | 3:43    |
| 2. | "No Good Advice" (Doublefunk Clean Vocal Mix) Writers: M. Cooper, B. Higgins, L. Cowling, N. Coler, L. Nystrom, Xenomania     | 5:19    |
| 3. | "I Think We're Alone Now" (Tony Lemezma Baubletastic Remix) Writer: R. Cordell                                                | 5:10    |
| 4. | "Sexy! No No No..." (Tony Lamezma's "Yes Yes Yes" Mix) Writers: Girls Aloud, Xenomania                                        | 5:53    |
| 5. | "Something Kinda Ooooh" (Tube City Remix) Writers: M. Cooper, B. Higgins, T. Powell, N. Coler, J. Lei, G. Sommerville         | 4:40    |
| 6. | "Wake Me Up" (Tony Lamezma's "Love Affair") Writers: M. Cooper, B. Higgins, T. Powell, S. Lee, L. Cowling, P. Woods, Y. Marue | 5:09    |
| 7. | "Jump" (Almighty Vocal Mix) Writers: G. Skardina, M. Sharron, S. Mitchell                                                     | 4:09    |
| 8. | "Biology" (Tony Lamezma Remix) Writers: M. Cooper, B. Higgins, L. Cowling, G. Somerville                                      | 4:23    |

## Pozycje na listach, certyfikaty i sprzedaż
| Lista (2007)       | Prowadzący                                                   | Pozycja | Certyfikat | Sprzedaż |
| ------------------ | ------------------------------------------------------------ | ------- | ---------- | -------- |
| Greek Albums Chart | IFPI                                                         | 4       |            |          |
| Irish Albums Chart | Irish Recorded Music Association                             | 25      |            |          |
| UK Albums Chart    | British Phonographic Industry/The Official UK Charts Company | 4       |            |          |
| United World Chart | Media Traffic                                                | 45      |            |          |